# Tipula (Lunatipula) lehriana
Tipula (Lunatipula) lehriana is een tweevleugelige uit de familie langpootmuggen (Tipulidae). De soort komt voor in het Palearctisch gebied.